# Alistair Overeem
Alistair Cees Overeem (Hounslow, 17 de maio de 1980) é um ex-kickboxer e lutador de MMA neerlandês nascido na Inglaterra. Foi campeão peso-pesado do Strikeforce, campeão interino peso-pesado do DREAM e campeão do K-1 World Grand Prix, e único lutador da história a ser detentor de um título mundial de um evento de MMA e do K-1 (kickboxing) ao mesmo tempo. Overeem tem notáveis vitórias em cima de 6 campeões do UFC: Andrei Arlovski, Fabrício Werdum, Frank Mir, Brock Lesnar, Junior dos Santos e Vitor Belfort.

## Carreira no Kickboxing
Overeem teve sua primeira luta de kickboxing profissional aos 17 anos, em uma luta sob as regras do K-1, em 15 de novembro de 1997. Depois disso, ele lutou contra Paulo Hordijk, vencendo por decisão, no dia 14 março de 1999. Alistair depois foi para o K-1, com duas lutas de K-1 Kickboxing em 6 anos contra Errol Parris e Glaube Feitosa. Alistair foi derrotado em ambos os combates e ficou com o MMA a partir de então. Ele não lutou no K-1 por mais 4 anos.
Em 31 de dezembro de 2008, Overeem enfrentou Badr Hari sob as regras do K-1. Ele derrotou Hari por nocaute no primeiro round. Depois disso, ele enfrentou Remy Bonjasky, o atual campeão do K-1 na época. Overeem imprimiu um estilo agressivo no primeiro e segundo assaltos, mas no terceiro foi derrubado por um gancho de direita do Bonjasky, que assim garantiu uma vitória por decisão unânime. Todos os três juízes marcaram 30-28.
Em 26 de setembro, no K-1 World Grand Prix 2009 Final 16, tendo sido selecionados por votação de fãs após suas performances impressionantes contra o Remy Bonjasky e Badr Hari, Overeem chocou o mundo de kickboxing, conseguindo um enorme transtorno. Ele derrotou o mais longo membro a lutar no K-1, o três vezes campeão Peter Aerts por decisão unânime. No K-1 World Grand Prix 2009 Final, Overeem nocauteou o campeão de Caratê Kyokushin, o brasileiro Ewerton Teixeira com uma joelhada no primeiro assalto, mas perdeu para Badr Hari por TKO (chute na cabeça) nas semifinais.
Após vencer uma das seletivas do do K-1 World Grand Prix, em Yokohama, Overrem se classificou para o evento final. Em 11 de dezembro, no Ariake Coliseum Alistair lutou o K-1 World Grand Prix 2010 Final e se sagrou campeão do K-1. Nas quartas-de-final, ele derrotou Tyrone Spong por decisão unânime. Na semifinal, Alistair chegou enfrentou seu companheiro de equipe Gökhan Saki, que foi derrotado por nocaute técnico no primeiro assalto, após desferir um chute de esquerda, quebrando o braço do adversário. Na final, ele lutou contra Peter Aerts pela segunda vez. Alistair lutou de forma agressiva e nocauteou Peter no primeiro assalto.

## Carreira no MMA
Estreou em 20 de julho de 2002 no Pride, derrotando Yusuke Imamura por knock-out técnico em 45 segundos.
Lutou contra os brasileiros: Mauricio Rua por duas vezes, Ricardo Arona, Antônio Rogério Nogueira duas vezes, e Glaube Feitosa, sendo que perdeu para todos estes. Também lutou duas vezes contra Vítor Belfort e ganhou os dois combates.
Em 16 de novembro de 2007, Overeem derrotou Paul Buentello por submissão, tornando-se o primeiro campeão de peso-pesado do Strikeforce.
No dia 14 de maio de 2010, Alistair lutou contra o norte-americano Brett Rogers, defendendo pela primeira vez o cinturão dos pesados do Strikeforce. Luta na qual venceu por nocaute técnico no 1º assalto.
Overrem enfrentou o lutador norte-americano Todd Duffee, no dia 31 de dezembro de 2010, luta em que o kickboxer holandês venceu por nocaute no 1º assalto, tornando-se campeão interino peso-pesado do DREAM.
No dia 18 de junho, lutou contra o brasileiro Fabrício Werdum nas quartas de final do Strikeforce GP. Venceu a luta por decisão unânime.

### Ultimate Figthing Championship
Em 30 de dezembro de 2011, Alistair Overeem estreou com vitória no UFC, com um nocaute técnico, sobre o ex-campeão Brock Lesnar. Após uma série de joelhadas e um chute certeiro no fígado, o gigante de 120,6 kg desabou e em seguida, o lutador holandês aplicou um arsenal de socos até a intervenção do árbitro. Logo após a derrota, Lesnar anunciou a sua aposentadoria.
O lutador virou o desafiante ao título de Júnior Cigano, e o enfrentaria em 26 de maio de 2012 no UFC 146, mas um mês antes da luta acabou retirado do evento por ter testado positivo no exame anti-doping e não solicitar contra-prova. Frank Mir foi escolhido para ser seu substituto na luta.
Overeem teve sua proxima luta marcada para o UFC 156 em 2 de fevereiro de 2013, contra o brasileiro Antônio Pezão.
Se Overeem vencesse essa luta, ele ganharia novamente a tão esperada disputa de cinturão (pois na primeira foi pego no antidoping ainda na preparação pra luta), contra o atual campeão Cain Velasquez, porém, perdeu a luta, após hostilizar Antônio Pezão Silva durante todo combate.
Overeem era esperado para enfrentar Junior Cigano novamente em 25 de maio de 2013 no UFC 160, porém uma lesão o tirou do evento e foi substituído por Mark Hunt.
O holandês enfrentou Travis Browne em 17 de agosto de 2013 no UFC Fight Night: Shogun vs. Sonnen e amargou sua segunda derrota seguida ao perder por nocaute no primeiro round.
Overeem era esperado para enfrentar Frank Mir em 16 de novembro de 2013 no UFC 167, porém, a luta foi movida para o UFC 169. Overeem conseguiu vencer o americano por decisão unânime.
O holandês foi novamente nocauteado, dessa vez pelo também veterano Ben Rothwell em 5 de setembro de 2014 no UFC Fight Night: Jacaré vs. Mousasi II. A luta terminou com um nocaute técnico no primeiro round.
Overeem enfrentou o também holandês Stefan Struve em 13 de dezembro de 2014 no UFC on Fox: dos Santos vs. Miocic e enfim conseguiu vencer, por nocaute no primeiro round.
Alistair conseguiu sua segunda vitória seguida ao derrotar Roy Nelson por decisão unânime em 14 de Março de 2015 no UFC 185.
Alistair lutou contra Junior dos Santos em 19 de Dezembro de 2015 no UFC on Fox: dos Anjos vs. Cerrone II e venceu por nocaute técnico aos 4:43 do segundo round.
Alistair enfrentou Andrei  Arlovski em 08 de Maio 2016 na luta principal do UFC Fight Night: Overeem vs. Arlovski e venceu por nocaute técnico aos 1:12 do segundo round. Alistair chegou a quarta vitória seguida na empresa, faturando o prêmio de performance da noite "The Reem" agora é esperado disputar o cinturão do Ultimate Fighting Championship.
Alistair lutou contra Stipe Miocic pelo Cinturão do UFC, chegou a atordoar o Campeão na luta, todavia sucumbiu ao ground pound do croata.

## Estilo
Dentro do octógono, Overeem é um nocauteador nato. Com seu estilo no qual mistura Muay Thai e KickBoxing, Alistair se tornou um dos strikers mais famosos da história dos pesos-pesados do MMA. Overeem é ainda o lutador com melhor precisão de toda a história do UFC.
Demonstrando um jogo em pé sempre afiado, Overeem mistura bem suas fatais joelhadas com seus potentes socos. Joe Rogan, comentarista oficial do UFC, se referiu ao jogo em pé de Overeem da seguinte maneira: ''Tudo nesse cara é pesado, são 120 kg de pura massa muscular, todos os golpes que ele aplica doem mais nos seus oponentes do que se fosse outro lutador. Joelhadas, chutes, socos, tudo nele é pesado, ele é um tanque pronto pra demolir tudo que vier na sua frente"

## Aposentadoria
Em 4 de outubro de 2023, Alistair Overeem anunciou que vai encerrar sua carreira de kickboxer. Ele disse que vai ingressar na política como lijstduwer (= função política de uma pessoa famosa e conhecida que está numa posição baixa na lista) do partido neerlandês Belang van Nederland (BVNL).

## Titulos Conquistados e Honrarias

### Kickboxing
- K-1
  - K-1 World Grand Prix 2010 Final (Campeão)

### Artes Marciais Mistas
- Ultimate Fighting Championship
  - Performance da Noite (Uma vez)
  - Luta da Noite (Uma vez)
- Strikeforce
  - Campeão dos Pesos-Pesados
- DREAM
  - Campeão dos Pesos-Pesados
- 2 Hot 2 Handle
  - 2H2H Torneio dos meio-pesados (Campeão)

### Recordes
- Único lutador a ter 3 cinturões de uma só vez.[8]
- Único lutador a vencer um torneio de MMA e de K-1 (kickboxing).[9]
- Melhor precisão de golpes de todo o plantel do UFC.[5]

## Cartel no MMA
| Cartel no MMA   |             |             |
| 67 lutas        | 47 vitórias | 19 derrotas |
| Por nocaute     | 25          | 15          |
| Por finalização | 17          | 1           |
| Por decisão     | 5           | 3           |
| No contest      | 1           | 1           |

| Res.    | Cartel    | Oponente                 | Método                                         | Evento                                        | Data       | Round | Tempo | Local                 | Notas                                                                           |
| ------- | --------- | ------------------------ | ---------------------------------------------- | --------------------------------------------- | ---------- | ----- | ----- | --------------------- | ------------------------------------------------------------------------------- |
| Derrota | 47-19 (1) | Alexander Volkov         | Nocaute Técnico (socos)                        | UFC Fight Night: Overeem vs. Volkov           | 06/02/2021 | 2     | 2:06  | Las Vegas, Nevada     |                                                                                 |
| Vitória | 47-18 (1) | Augusto Sakai            | Nocaute Técnico (cotoveladas e socos)          | UFC Fight Night: Overeem vs. Sakai            | 05/09/2020 | 5     | 0:26  | Las Vegas, Nevada     |                                                                                 |
| Vitória | 46-18 (1) | Walt Harris              | Nocaute Técnico (socos)                        | UFC on ESPN: Overeem vs. Harris               | 16/05/2020 | 2     | 3:00  | Jacksonville, Flórida |                                                                                 |
| Derrota | 45-18 (1) | Jairzinho Rozenstruik    | Nocaute (soco)                                 | UFC on ESPN: Overeem vs. Rozenstruik          | 07/12/2019 | 5     | 4:56  | Washington D.C        |                                                                                 |
| Vitória | 45-17 (1) | Oleksiy Oliynyk          | Nocaute (joelhadas e socos)                    | UFC Fight Night: Overeem vs. Oleinik          | 20/04/2019 | 1     | 4:45  | São Petersburgo       |                                                                                 |
| Vitória | 44-17 (1) | Sergei Pavlovich         | Nocaute Técnico (socos)                        | UFC Fight Night: Blaydes vs. Ngannou II       | 24/11/2018 | 1     | 4:21  | Pequim                |                                                                                 |
| Derrota | 43-17 (1) | Curtis Blaydes           | Nocaute Técnico (cotoveladas)                  | UFC 225: Whittaker vs. Romero II              | 09/06/2018 | 3     | 2:56  | Chicago, Illinois     |                                                                                 |
| Derrota | 43-16 (1) | Francis Ngannou          | Nocaute (soco)                                 | UFC 218: Holloway vs. Aldo II                 | 02/12/2017 | 1     | 1:42  | Detroit, Michigan     |                                                                                 |
| Vitória | 43-15 (1) | Fabricio Werdum          | Decisão (majoritária)                          | UFC 213: Romero vs. Whittaker                 | 08/07/2017 | 3     | 5:00  | Las Vegas, Nevada     |                                                                                 |
| Vitória | 42-15 (1) | Mark Hunt                | Nocaute (cotovelada e joelhadas)               | UFC 209: Woodley vs. Thompson II              | 04/03/2017 | 3     | 1:44  | Las Vegas, Nevada     |                                                                                 |
| Derrota | 41-15 (1) | Stipe Miocic             | Nocaute (socos)                                | UFC 203: Miocic vs. Overeem                   | 10/09/2016 | 1     | 4:27  | Cleveland, Ohio       | Pelo Cinturão Peso Pesado do UFC; Luta da Noite                                 |
| Vitória | 41-14 (1) | Andrei Arlovski          | Nocaute Técnico (chute frontal voador e socos) | UFC Fight Night: Overeem vs. Arlovski         | 08/05/2016 | 2     | 1:12  | Roterdão              | Tornou-se o desafiante n°1; Performance da Noite.                               |
| Vitória | 40-14 (1) | Junior dos Santos        | Nocaute Técnico (socos)                        | UFC on Fox: dos Anjos vs. Cerrone II          | 19/12/2015 | 2     | 4:43  | Orlando, Florida      |                                                                                 |
| Vitória | 39-14 (1) | Roy Nelson               | Decisão (unânime)                              | UFC 185: Pettis vs. dos Anjos                 | 14/03/2015 | 3     | 5:00  | Dallas, Texas         |                                                                                 |
| Vitória | 38-14 (1) | Stefan Struve            | Nocaute Técnico (socos)                        | UFC on Fox: dos Santos vs. Miocic             | 13/12/2014 | 1     | 4:13  | Phoenix, Arizona      |                                                                                 |
| Derrota | 37-14 (1) | Ben Rothwell             | Nocaute Técnico (socos)                        | UFC Fight Night: Jacaré vs. Mousasi II        | 05/09/2014 | 1     | 2:19  | Ledyard, Connecticut  |                                                                                 |
| Vitória | 37-13 (1) | Frank Mir                | Decisão (unânime)                              | UFC 169: Barão vs. Faber II                   | 01/02/2014 | 3     | 5:00  | Newark, New Jersey    |                                                                                 |
| Derrota | 36-13 (1) | Travis Browne            | Nocaute (chute frontal e socos)                | UFC Fight Night: Shogun vs. Sonnen            | 17/08/2013 | 1     | 4:08  | Boston, Massachusetts |                                                                                 |
| Derrota | 36-12 (1) | Antônio Pezão            | Nocaute (socos)                                | UFC 156: Aldo vs. Edgar                       | 02/02/2013 | 3     | 0:25  | Las Vegas, Nevada     |                                                                                 |
| Vitória | 36-11 (1) | Brock Lesnar             | Nocaute Técnico (chute e socos no corpo)       | UFC 141: Lesnar vs. Overeem                   | 30/12/2011 | 1     | 2:26  | Las Vegas, Nevada     | Estreia no UFC.                                                                 |
| Vitória | 35-11 (1) | Fabrício Werdum          | Decisão (unânime)                              | Strikeforce: Overeem vs. Werdum               | 18/06/2011 | 3     | 5:00  | Dallas, Texas         | Quartas de Final do Torneio dos Pesados do Strikeforce.                         |
| Vitória | 34-11 (1) | Todd Duffee              | Nocaute (joelhada e socos)                     | Dynamite!! 2010                               | 31/12/2010 | 1     | 0:19  | Saitama               | Ganhou o Cinturão Peso Pesado do DREAM; Depois vagou o título.                  |
| Vitória | 33-11 (1) | Brett Rogers             | Nocaute Técnico (socos)                        | Strikeforce: Heavy Artillery                  | 15/05/2010 | 1     | 3:40  | St. Louis, Missouri   | Defendeu o Cinturão Peso Pesado do Strikeforce.                                 |
| Vitória | 32-11 (1) | Kazuyuki Fujita          | Nocaute (joelhada)                             | Dynamite!! 2009                               | 31/12/2009 | 1     | 1:15  | Saitama               |                                                                                 |
| Vitória | 31-11 (1) | James Thompson           | Finalização (guilhotina)                       | Dream 12                                      | 25/10/2009 | 1     | 0:33  | Osaka                 |                                                                                 |
| Vitória | 30-11 (1) | Tony Sylvester           | Finalização (guilhotina)                       | Ultimate Glory 11: A Decade of Fights         | 17/10/2009 | 1     | 1:23  | Amsterdam             |                                                                                 |
| Vitória | 29-11 (1) | Gary Goodridge           | Finalização (kimura)                           | Ultimate Glory 10: The Battle of Arnhem       | 09/11/2008 | 1     | 1:42  | Arnhem                |                                                                                 |
| NC      | 28-11 (1) | Mirko Filipovic          | Sem Resultado (joelhada na virilha)            | Dream 6                                       | 23/09/2008 | 1     | 6:09  | Saitama               |                                                                                 |
| Vitória | 28-11     | Mark Hunt                | Finalização (chave de dedo)                    | Dream 5                                       | 21/07/2008 | 1     | 1:11  | Osaka                 |                                                                                 |
| Vitória | 27-11     | Lee Tae-Hyun             | Nocaute (socos e joelhada)                     | Dream 4                                       | 15/06/2008 | 1     | 0:36  | Yokohama              |                                                                                 |
| Vitória | 26-11     | Paul Buentello           | Finalização (joelhadas no corpo)               | Strikeforce: Four Men Enter, One Man Survives | 16/11/2007 | 2     | 3:42  | San Jose, California  | Estreia no Strikeforce; Ganhou o Cinturão Peso Pesado Inaugural do Strikeforce. |
| Derrota | 25-11     | Sergei Kharitonov        | Nocaute (soco)                                 | K-1 HERO's - Tournament Final                 | 17/09/2007 | 1     | 4:21  | Yokohama              |                                                                                 |
| Vitória | 25-10     | Michael Knaap            | Finalização (guilhotina)                       | K-1 GP 2007 in Amsterdam                      | 23/06/2007 | 1     | 4:51  | Amsterdam             | Retornou aos Pesados.                                                           |
| Derrota | 24-10     | Maurício Rua             | Nocaute (socos)                                | Pride 33                                      | 24/02/2007 | 1     | 3:37  | Las Vegas, Nevada     |                                                                                 |
| Derrota | 24-9      | Ricardo Arona            | Finalização (socos)                            | Pride Final Conflict Absolute                 | 10/09/2006 | 1     | 4:28  | Saitama               |                                                                                 |
| Derrota | 24-8      | Antônio Rogério Nogueira | Nocaute Técnico (interrupção do córner)        | Pride Critical Countdown Absolute             | 01/07/2006 | 2     | 2:13  | Saitama               | Retornou para categoria Meio Pesado.                                            |
| Vitória | 24-7      | Vitor Belfort            | Decisão (unânime)                              | Strikeforce: Revenge                          | 09/06/2006 | 3     | 5:00  | San Jose, California  |                                                                                 |
| Derrota | 23-7      | Fabrício Werdum          | Finalização (kimura)                           | Pride Total Elimination Absolute              | 05/05/2006 | 2     | 3:43  | Osaka                 | Primeiro Round do Grand Prix de Peso Aberto do Pride de 2006.                   |
| Vitória | 23-6      | Nikolajus Cilkinas       | Finalização (chave de braço)                   | WCFC-No Guts No Glory                         | 18/03/2006 | 1     | 1:42  | Manchester            |                                                                                 |
| Vitória | 22-6      | Sergei Kharitonov        | Nocaute Técnico (joelhadas)                    | Pride 31                                      | 26/02/2006 | 1     | 5:13  | Saitama               | Luta nos Meio Pesados.                                                          |
| Derrota | 21-6      | Maurício Rua             | Nocaute Técnico (socos)                        | Pride Final Conflict 2005                     | 28/08/2005 | 1     | 6:42  | Saitama               | Semifinal do Grand Prix de Médios do Pride de 2005.                             |
| Vitória | 21-5      | Igor Vovchanchyn         | Finalização (guilhotina)                       | Pride Critical Countdown 2005                 | 26/06/2005 | 1     | 1:20  | Saitama               | Quartas de Final do Grand Prix de Médios do Pride de 2005.                      |
| Vitória | 20-5      | Vitor Belfort            | Finalização (guilhotina)                       | Pride Total Elimination 2005                  | 23/04/2005 | 1     | 9:36  | Osaka                 | Primeiro Round do Grand Prix de Médios do Pride de 2005.                        |
| Derrota | 19-5      | Antônio Rogério Nogueira | Decisão (unânime)                              | Pride 29                                      | 20/02/2005 | 3     | 5:00  | Saitama               |                                                                                 |
| Vitória | 19-4      | Hiromitsu Kanehara       | Nocaute Técnico (interrupção do árbitro)       | Pride 28                                      | 31/10/2004 | 2     | 3:52  | Saitama               |                                                                                 |
| Vitória | 18-4      | Rodney Glunder           | Finalização (guilhotina)                       | 2H2H-2 Hot 2 Handle                           | 10/10/2004 | 2     | 1:32  | Rotterdam             |                                                                                 |
| Vitória | 17-4      | Tomohiko Hashimoto       | Nocaute Técnico (socos)                        | Inoki Bom-Ba-Ye 2003-Inoki Festival           | 31/12/2003 | 1     | 0:36  | Kobe                  |                                                                                 |
| Derrota | 16-4      | Chuck Liddell            | Nocaute (socos)                                | Pride Total Elimination 2003                  | 10/08/2003 | 1     | 3:09  | Osaka                 | Quartas de Final do Grand Prix de Médios do Pride de 2003.                      |
| Vitória | 16-3      | Mike Bencic              | Finalização (joelhado no corpo e socos)        | Pride 26                                      | 08/06/2003 | 1     | 3:44  | Yokohama              |                                                                                 |
| Vitória | 15-3      | Aaron Brink              | Finalização (guilhotina)                       | 2H2H 6-Simply the Best 6                      | 16/03/2003 | 1     | 0:53  | Rotterdam             |                                                                                 |
| Vitória | 14-3      | Bazigit Atajev           | Nocaute Técnico (joelhada no corpo)            | Pride 24                                      | 23/12/2002 | 2     | 4:59  | Fukuoka               |                                                                                 |
| Vitória | 13-3      | Dave Vader               | Nocaute Técnico (interrupção médica)           | 2H2H 5-Simply the Best 5                      | 13/10/2002 | 2     | 3:17  | Rotterdam             | Ganhou o Cinturão Peso Médio do 2H2H.                                           |
| Vitória | 12-3      | Moise Rimbon             | Finalização (guilhotina)                       | 2H2H 5-Simply the Best 5                      | 13/10/2002 | 1     | 1:03  | Rotterdam             |                                                                                 |
| Vitória | 11-3      | Yusuke Imamura           | Nocaute Técnico (joelhada e socos)             | Pride The Best Vol.2                          | 20/07/2002 | 1     | 0:44  | Tóquio                | Estreia no Pride FC.                                                            |
| Vitória | 10-3      | Vesa Vuori               | Nocaute Técnico (socos)                        | 2H2H-2 Hot 2 Handle Germany                   | 26/05/2002 | 1     | 2:15  | Krefeld               |                                                                                 |
| Vitória | 9-3       | Sergey Kaznovsky         | Finalização (chave de braço)                   | M-1 MFC-Russia vs the World 3                 | 26/04/2002 | 1     | 3:37  | São Petersburgo       |                                                                                 |
| Vitória | 8-3       | Roman Zentsov            | Finalização (chave de dedo)                    | 2H2H 4-Simply the Best 4                      | 17/03/2002 | 1     | 1:26  | Rotterdam             |                                                                                 |
| Vitória | 7-3       | Stanislav Nuschik        | Nocaute Técnico (joelhadas)                    | 2H2H 2-Simply The Best                        | 18/03/2001 | 1     | 0:53  | Rotterdam             |                                                                                 |
| Vitória | 6-3       | Vladimer Tchanturia      | Finalização (mata leão)                        | Rings-King of Kings 2000 Final                | 24/02/2001 | 1     | 1:06  | Tóquio                |                                                                                 |
| Vitória | 5-3       | Peter Verschuren         | Finalização (chave de dedo)                    | It's Showtime - Christmas Edition             | 12/12/2000 | 1     | 1:06  | Haarlem               |                                                                                 |
| Derrota | 4-3       | Bobby Hoffman            | Nocaute (soco)                                 | Rings-Millennium Combine 2                    | 15/06/2000 | 1     | 9:39  | Tóquio                |                                                                                 |
| Derrota | 4-2       | Yuriy Kochkine           | Decisão (dividida)                             | Rings Russia-Rings Russia                     | 20/05/2000 | 2     | 5:00  | Yekaterinburg         |                                                                                 |
| Vitória | 4-1       | Yasuhito Namekawa        | Finalização (chave de braço)                   | Rings-Millennium Combine 1                    | 20/04/2000 | 1     | 0:45  | Tóquio                |                                                                                 |
| Vitória | 3-1       | Can Sahinbas             | Nocaute (joelhada)                             | 2H2H 1-2 Hot 2 Handle                         | 05/03/2000 | 1     | 2:21  | Rotterdam             |                                                                                 |
| Vitória | 2-1       | Chris Watts              | Nocaute (joelhada no corpo)                    | Rings Holland-There Can Only Be One Champion  | 06/02/2000 | 1     | 3:58  | Utrecht               |                                                                                 |
| Derrota | 1-1       | Yuriy Kochkine           | Decisão (majoritária)                          | Rings-King of Kings 1999 Block A              | 28/10/1999 | 2     | 5:00  | Tóquio                |                                                                                 |
| Vitória | 1-0       | Ricardo Fyeet            | Finalização (guilhotina)                       | It's Showtime - It's Showtime                 | 24/10/1999 | 1     | 1:39  | Haarlem               |                                                                                 |